# Czyżeminek
Czyżeminek [pronunciación en polaco: /t͡ʂɨʐɛˈminɛk/] es un pueblo ubicado en el distrito administrativo de Gmina Rzgów, dentro del Distrito de Łódź Oriental, Voivodato de Łódź, en Polonia central. Se encuentra aproximadamente a 4 kilómetros al suroeste de Rzgów y a 17 kilómetros al sur de la capital regional Łódź.

## Clima
Czyżeminek tiene un clima continental húmedo (Cfb en el Clasificación climática de Köppen).
| Parámetros climáticos promedio de Czyżeminek                                         | Parámetros climáticos promedio de Czyżeminek | Parámetros climáticos promedio de Czyżeminek | Parámetros climáticos promedio de Czyżeminek | Parámetros climáticos promedio de Czyżeminek | Parámetros climáticos promedio de Czyżeminek | Parámetros climáticos promedio de Czyżeminek | Parámetros climáticos promedio de Czyżeminek | Parámetros climáticos promedio de Czyżeminek | Parámetros climáticos promedio de Czyżeminek | Parámetros climáticos promedio de Czyżeminek | Parámetros climáticos promedio de Czyżeminek | Parámetros climáticos promedio de Czyżeminek | Parámetros climáticos promedio de Czyżeminek |
| Mes                                                                                  | Ene.                                         | Feb.                                         | Mar.                                         | Abr.                                         | May.                                         | Jun.                                         | Jul.                                         | Ago.                                         | Sep.                                         | Oct.                                         | Nov.                                         | Dic.                                         | Anual                                        |
| ------------------------------------------------------------------------------------ | -------------------------------------------- | -------------------------------------------- | -------------------------------------------- | -------------------------------------------- | -------------------------------------------- | -------------------------------------------- | -------------------------------------------- | -------------------------------------------- | -------------------------------------------- | -------------------------------------------- | -------------------------------------------- | -------------------------------------------- | -------------------------------------------- |
| Temp. máx. media (°C)                                                                | 0.4                                          | 2.2                                          | 7.0                                          | 13.6                                         | 18.5                                         | 21.8                                         | 23.7                                         | 23.6                                         | 18.7                                         | 12.8                                         | 7.2                                          | 2.5                                          | 12.7                                         |
| Temp. media (°C)                                                                     | -1.9                                         | -0.7                                         | 3.1                                          | 9.0                                          | 14.1                                         | 17.6                                         | 19.6                                         | 19.2                                         | 14.6                                         | 9.4                                          | 4.8                                          | 0.5                                          | 9.1                                          |
| Temp. mín. media (°C)                                                                | -4.2                                         | -3.6                                         | -0.8                                         | 4.0                                          | 9.1                                          | 12.7                                         | 15.0                                         | 14.6                                         | 10.5                                         | 6.2                                          | 2.3                                          | -1.6                                         | 5.4                                          |
| Precipitación total (mm)                                                             | 48                                           | 44                                           | 52                                           | 51                                           | 74                                           | 72                                           | 96                                           | 66                                           | 62                                           | 48                                           | 48                                           | 51                                           | 712                                          |
| Fuente: https://en.climate-data.org/europe/poland/łodz-voivodeship/czyzeminek-93239/ |                                              |                                              |                                              |                                              |                                              |                                              |                                              |                                              |                                              |                                              |                                              |                                              |                                              |